# Rivière Saint-Georges (rivière du Chêne)
Pour les articles homonymes, voir Saint-Georges.
La rivière Saint-Georges est un affluent de la rive sud de la rivière du Chêne laquelle se déverse sur la rive sud du fleuve Saint-Laurent. La rivière Saint-Georges coule dans la municipalité de Sainte-Agathe-de-Lotbinière, dans Lotbinière, dans la région administrative du Chaudière-Appalaches, au Québec, au Canada.

## Géographie
Les principaux bassins versants voisins de la Rivière Saint-Georges sont :
- côté nord : rivière du Chêne ;
- côté est : rivière Armagh, rivière Filkars ;
- côté sud : rivière aux Chevreuils, rivière Palmer, rivière Bécancour ;
- côté ouest : rivière du Chêne, rivière Henri[1].

La rivière Saint-Georges prend sa source du côté est du village de Sainte-Agathe-de-Lotbinière. Cette zone de tête est située au nord la rivière Bécancour, dans la zone des chutes de Sainte-Agathe. Cette rivière coule sur 2,8 km vers le nord-ouest, jusqu'à sa confluence.
La rivière Saint-Georges se déverse sur la rive sud de la rivière du Chêne (Leclercville), à 3,1 km (en ligne directe) au nord-est du centre du village de Sainte-Agathe-de-Lotbinière.

## Toponymie
Le toponyme Rivière Saint-Georges a été officialisé le 8 août 1977 à la Commission de toponymie du Québec.